# Arsenal Maseru
Arsenal Football Club w skrócie Arsenal FC – sotyjski klub piłkarski grający niegdyś w pierwszej lidze sotyjskiej, mający siedzibę w mieście Maseru.

## Sukcesy
- I liga[1]:
  - mistrzostwo (3):  1989, 1991, 1993.

- Puchar Lesotho[2]:
  - zwycięstwo (3): 1989, 1991, 1998.

## Występy w afrykańskich pucharach
| Sezon | Rozgrywki                 | Runda   | Kraj              | Klub                        | Dom | Wyjazd | Dwumecz |
| ----- | ------------------------- | ------- | ----------------- | --------------------------- | --- | ------ | ------- |
| 1990  | Puchar Mistrzów           | wstępna | Eswatini          | Manzini Sundowns FC         | 2–0 | 1–0    | 3–0     |
| 1990  | Puchar Mistrzów           | 1       | Mozambik          | Clube Ferroviário de Maputo | 2–0 | 0–1    | 2–1     |
| 1990  | Puchar Mistrzów           | 2       | Zambia            | Nkana Red Devils            | 1–5 | 0–3    | 1–8     |
| 1991  | Puchar Zdobywców Pucharów | wstępna | Burundi           | AS Inter Star               | 2–0 | –      | 2–3     |
| 1992  | Puchar Mistrzów           | wstępna | Namibia           | Eleven Arrows FC            | 1–0 | 3–0    | 4–0     |
| 1992  | Puchar Mistrzów           | 1       | Uganda            | KCCA FC                     | 2–1 | 0–1    | 2–2     |
| 1993  | Puchar Zdobywców Pucharów | wstępna | Malawi            | Silver Strikers FC          | 2–0 | 2–1    | 4–1     |
| 1993  | Puchar Zdobywców Pucharów | 1       | Mozambik          | Clube de Gaza               | 1–1 | 2–2    | 3–3     |
| 1993  | Puchar Zdobywców Pucharów | 2       | Egipt             | Al-Ahly Kair                | 0–1 | 0–1    | 0–2     |
| 1994  | Puchar Mistrzów           | 1       | Południowa Afryka | Mamelodi Sundowns FC        | 0–1 | 1–4    | 1–5     |
| 1995  | Puchar CAF                | 1       | Południowa Afryka | Ajax Kapsztad               | –   | –      | –       |
| 1995  | Puchar CAF                | 2       | Ghana             | Asante Kotoko SC            | 2–1 | 0–1    | 2–2     |
| 1999  | Puchar Zdobywców Pucharów | wstępna | Reunion           | AS Marsouins                | 1–3 | 0–5    | 1–8     |

## Stadion
Domowe mecze klub rozgrywa na stadionie o nazwie Setsoto Stadium w Maseru, który może pomieścić 20000 widzów.